# Jun Fukuyama
Jun Fukuyama (jap. 福山 潤, Fukuyama Jun; * 26. November 1978 in Fukuyama, Präfektur Hiroshima), auch Junjun, ist ein japanischer Synchronsprecher (Seiyū). Er arbeitet für die Agentur Axl One.

## Leben
Jun Fukuyama wurde 1978 in Fukuyama geboren und wuchs in Takatsuki, Osaka auf.
Im Jahr 2007 gewann er bei den ersten Seiyū Awards den Preis für die beste Hauptrolle als Lelouch Lamperouge in dem Anime Code Geass – Hangyaku no Lelouch. Außerdem war er für den Preis als bester Neueinsteiger nominiert. Mit selber Rolle gewann er im selben Jahr den Preis als bester Seiyū bei Animage’s Anime Grand Prix.
Bei den dritten Seiyū Awards im Jahr 2009 gewann er den „Overseas Fan’s Choice Award“.
Zu seinem 31. Geburtstag, am 26. November 2009, brachte er ein Album mit dem Titel Romantic World 31 raus.

## Rollen (Auswahl)
Auf größere Rollen beschränkt.
| 1998 - Himitsu no Hanazono ~Kiseki Toiu na no Mahō~ (Dikon) - Guardian Angel Getten 1999 - Turn A Gundam (Keith Laijie) 2002 - Chōjūshin Gravion (Tōga Tenkūji) - Full Metal Panic! (Shōta Sakamoto, AI, Hiroshi Kasuya) - Hungry Heart: Wild Striker (Masahiko Shinkawa) 2003 - Submarine Super 99 (Susumu Oki) - Pluster World (Beetma) - Rockman.EXE Axess (Searchman) 2004 - Onmyō Taisenki (Riku Tachibana) - Gankutsuō (Viscount Albert d’Morcerf) - W – Wish (Junna Tōno) - Chōjūshin Gravion Zwei (Tōga Tenkūji) - Rockman.EXE Stream (Searchman) - Bleach (Mizuiro Kojima, Yumichika Ayasegawa) 2005 - The Law of Ueki (Anon) - Tsubasa Chronicle (Kimihiro Watanuki) - ToHeart2 (Takaaki Kōno) - Happy Seven (Kikunosuke Kagawa) - Rockman.EXE Beast (Searchman) 2006 - Inukami! (Keita Kawahira) - Gakuen Heaven: Boy’s Love Hyper (Keita Itō) - Kin’iro no Corda – primo passo (Keiichi Shimizu) - Code Geass: Lelouch of the Rebellion (Lelouch Lamperouge) - Busō Renkin (Kazuki Mutō) - Princess Princess (Tōru Kōno) - ×××HOLiC (Kimihiro Watanuki) - Rockman.EXE Beast+ (Searchman) 2007 - Ōkiku Furikabutte (Kōsuke Izumi, Hiroyuki Oda) - Ghost Hound (Masayuki Nakajima) - Rental Magica (Itsuki Iba) - Okane ga Nai (Yukiya Ayase) - MM! (Taro Sado) 2008 - Amatsuki (Tokidoki Rikugō) - Vampire Knight (Aidō Hanabusa) - Vampire Knight Guilty (Aidō Hanabusa) - Ōkami to Kōshinryō (Kraft Lawrence) - Code Geass – Hangyaku no Lelouch R2 (Lelouch Lamperouge) - S.A ~Special A~ (Kei Takishima) - ×××HOLiC: Kei (Kimihiro Watanuki) - Macross Frontier (Luca Angeloni) - Eve no Jikan (Rikuo) - Hayate no Gotoku (Puppenbutler) - Kuroshitsuji (Grell Sutcliff) 2009 - Akikan! (Kakeru Daichi) - Sora Kake Girl (Leopard) - Hanasakeru Seishōnen (Carl Rosenthal) - Valkyria Chronicles (Maximilian) - Kin’iro no Corda – secondo passo (Keiichi Shimizu) - Ōkami to Kōshinryō II (Kraft Lawrence) - Pandora Hearts (Vincent Nightray) - Tegami Bachi (Gauche Suede/Noir) - Saki (Kyōtarō Suga) - Nyan Koi! (Tama, Haruhiko) - Jewelpet (Dian/Andy) - 07-Ghost (Hakuren Oak) 2010 - Durarara!! (Kishitani, Shinra) - Working!! (Sōta Takanashi) - Nurarihyon no Mago (Nura Rikuo) - Bakuman (Moritaka Mashiro) - Uragiri wa Boku no Namae o Shitte Iru (Tsukumo Morasame) - Kuroshitsuji 2 (Grell Sutcliff) - Densetsu no Yūsha no Densetsu (Ryner Lute) - Togainu No Chi (Rin) 2011 - Ao no Exorcist (Yukio Okumura) - Itsuka Tenma no Kuro Usagi (Hinata Kurenai) - Kyōkai Senjō no Horizon (Tori Aoi) - Nura – Herr der Yokai (Rikuo Nura) - Nyanpire (Nyatenshi) - Phi Brain: Kami no Puzzle (Gammon Sakanoue) 2012 - Area no Kishi (Suguru Aizawa) - Kingdom (Ying Zheng, Piao) - La storia della Arcana Famiglia (Libertà) - Shirokuma Café (Panda) - Jinrui wa Suitai Shimashita (Assistent) - K (Misaki Yata) - Chūnibyō Demo Koi ga Shitai! (Yūta Togashi) - Ixion Saga DT (Mariandale) 2013 - Genshiken Nidaime (Manabu Kuchiki) - Maoyū Maō Yūsha (Held) - Makai Ōji: Devils and Realist (Kevin Cecil) 2014 - Hamatora (Birthday) - Strange+ (Takumi) - Rail Wars! (Naoto Takayama) - Seven Deadly Sins (King) 2015 - Assassination Classroom (Koro-sensei) - Cute High Earth Defense Club Love! (Ibushi Arima) - Osomatsu-san (Ichimatsu) - Yamada-kun to 7-nin no Majo (Haruma Yamazaki) 2022 - Uncle from Another World (Takafumi Takaoka) | - Inukami The Movie: Tokumei Reiteki Sōsakan Karina Shirō (Keita Kawahira) - xxxHOLiC the Movie: Manatsu no Yoru no Yume (Kimihiro Watanuki) - The Last -Naruto the Movie- (Toneri Ōtsutsuki) - Okane ga Nai (Yukiya Ayase) - Cluster Edge Special Episode (Beryl Jasper) - OVA ToHeart2 (Takaaki Kōno) - Honey × Honey Drops (Chihaya Yurioka) - The Wings of Rean (Asap Suzuki) - Switch (Kai Eto) - ×××HOLiC: Shunmuki (Kimihiro Watanuki) - Black Butler:Ciel In Wonderland (Grell Sutcliff) - Black Butler:Welcome To The Phantomhives (Grell Sutcliff) - Black Butler:William The Shinigami (Grell Sutcliff) - Code Geass: Nunally in Wonderland (Lelouch Lamperouge) - Code Geass: Hangyaku no Lelouch (Lelouch Lamperouge) - Code Geass R2: Banjō no Geass Gekijō (Lelouch Lamperouge) - Code Geass: Lost Colors (Lelouch Lamperouge) - Dissidia: Final Fantasy (Onion Knight) - Duel Love (Yuma Asakura) - Enzai (Shion) - G Senjō no Maō (Maō) - Gakuen Heaven (Itou Keita) - Gakuen Heaven Okawari! (Itou Keita) - Heart no Kuni no Alice (Tweedle Dee) (Tweedle Dum) - Hybrid Child (Kotarō Izumi) - Kin’iro no Corda (Shimizu Keichi) - Kin’iro no Corda 2 (Shimizu Keichi) - Kin’iro no Corda 2: Encore (Shimizu Keichi) - Kin’iro no Corda 2: Forte (Shimizu Keichi) - Luminous Arc 2: Will (Steiner) - Metal Gear Solid 4: Guns of the Patriots (Johnny „Akiba“ Sasaki) - Metal Gear Solid: Portable Ops (Null) - Phantasy Star Portable 2 (Shizuru) - Princess Princess (Toru Kono) - Spice & Wolf (Kraft Lawrence) - Star Ocean: First Departure (Ioshua Jerand) - Starry Sky ~in Summer~ (Azusa Kinose) - Summon Night X: Tears Crown (Dylan Will Delteana, Radius) - Super Smash Bros. Melee (Roy) - Tales of Destiny 2 (Kyle Dunamis) - Togainu no Chi (Rin) - Togainu no Chi: True Blood (Rin) - Valkyria Chronicles (Maximilian) - Vampire Knight (Aidou Hanabusa) - ×××HOLiC (Watanuki Kimihiro) - Harry Potter und der Halbblutprinz (japanisch) (jugendlicher Tom Riddle) - High School Musical (japanisch) (Ryan Evans) |